# Juhei Tokunaga
Juhei Tokunaga (japonsko 徳永 悠平), japonski nogometaš, * 25. september 1983.
Za japonsko reprezentanco je odigral 9 uradnih tekem.